# Dahaberg
Dahaberg är en kulle i Österrike.   Den ligger i distriktet Tulln och förbundslandet Niederösterreich, i den östra delen av landet, 10 km väster om huvudstaden Wien. Toppen på Dahaberg är 507 meter över havet, eller 14 meter över den omgivande terrängen. Bredden vid basen är 0,31 km.
Terrängen runt Dahaberg är huvudsakligen kuperad, men västerut är den platt. Runt Dahaberg är det mycket tätbefolkat, med 3 134 invånare per kvadratkilometer.. Närmaste större samhälle är Wien, 10,2 km öster om Dahaberg. 
I omgivningarna runt Dahaberg växer i huvudsak blandskog.